# New England Blizzard 1997-1998
La stagione 1997-98 delle New England Blizzard fu la 2ª nella ABL per la franchigia.
Le New England Blizzard arrivarono seconde nella Eastern Conference con un record di 24-20. Nei play-off persero al primo turno con le San Jose Lasers (2-0).

## Roster
| N° | Naz.                   | Ruolo | Sportivo          | Anno | Alt. | Peso |
| -- | ---------------------- | ----- | ----------------- | ---- | ---- | ---- |
|    | Stati Uniti (bandiera) | AC    | Shanda Berry      | 1967 | 191  | 79   |
|    | Stati Uniti (bandiera) | A     | Carla Berube      | 1975 | 183  | 70   |
|    | Stati Uniti (bandiera) | A     | Tara Davis        | 1972 | 178  | 73   |
|    | Stati Uniti (bandiera) | A     | Karen Deden       | 1969 | 193  | 77   |
|    | Stati Uniti (bandiera) | G     | E.C. Hill         | 1971 | 170  | 78   |
|    | Stati Uniti (bandiera) | GA    | Dale Hodges       | 1968 | 185  | 77   |
|    | Stati Uniti (bandiera) | G     | Carolyn Jones     | 1969 | 176  | 79   |
|    | Stati Uniti (bandiera) | G     | Jennifer Rizzotti | 1974 | 167  | 66   |
|    | Stati Uniti (bandiera) | GA    | Jannon Roland     | 1975 | 185  | 76   |
|    | Stati Uniti (bandiera) | G     | Deanna Tate       | 1966 | 173  | 68   |
|    | Stati Uniti (bandiera) | A     | Traci Thirdgill   | 1968 | 180  | 73   |
|    | Stati Uniti (bandiera) | C     | Kara Wolters      | 1975 | 201  | 103  |

## Staff tecnico
Allenatore: K.C. Jones